# Miridiba schoolmeesteri
Miridiba schoolmeesteri är en skalbaggsart som beskrevs av Keith 2010. Miridiba schoolmeesteri ingår i släktet Miridiba och familjen Melolonthidae. Inga underarter finns listade i Catalogue of Life.